# 小赤麻
小赤麻（学名：Boehmeria spicata）为荨麻科苎麻属的植物。分布于朝鲜、日本以及中国大陆的浙江、山东、江西、江苏、河南、湖北等地，生长于海拔140米至1,700米的地区，常生长在低山草坡、丘陵、石上或沟边，目前尚未由人工引种栽培。